# NGC 5602
NGC 5602 é uma galáxia espiral (Sa) localizada na direcção da constelação de Boötes. Possui uma declinação de +50° 30' 10" e uma ascensão recta de 14 horas, 22 minutos e 18,4 segundos.
A galáxia NGC 5602 foi descoberta em 15 de Maio de 1787 por William Herschel.